# سايكلوفورا روفيسيلياريا
موكا جيرسي (بالإنجليزية: Jersey Mocha) هي نوع من أنواع العثث النادرة، تتواجد في بعض الدول الأوروبية، بالإضافة إلى ولاية جيرسي الأمريكية.
يتراوح طول جناحيها ما بين 25 إلى 30 ملمتر، وتتميز بوجود بقع صغيرة داكنة، منتشرة على خلفية أكثر خفوتاً.